# برنا چوریچ
بُرنا چوریچ (انگلیسی: Borna Ćorić؛ زادهٔ ۱۴ نوامبر ۱۹۹۶) یک تنیس‌باز اهل کرواسی است.